# Agropalma
Agropalma S.A, créé en 1982 dans l’État du Pará (Brésil), se présente comme le plus grand producteur d'huile de palme et d'huile de palme durable des Amériques. Agropalma produit (ou a produit) aussi des graisses et de la margarine, des agrocarburants issus du palmier à huile. La production de biogazole a été interrompue par l'entreprise en raison d'une rentabilité jugée trop faible et de la compétition avec d'autres sources. Agropalma se concentre depuis uniquement sur la production d'huiles et de graisses végétales.
Depuis plusieurs années, le groupe fait l'objet d'accusation d’acquisitions foncières illégales, de violences et d’atteintes aux droits humains vis-à-vis des populations locales (population « marrons » et ribeirinhos, les gens des rives ; un peuple traditionnel vivant le long des ripisylves, souvent d'une pêche de subsistance et d'un petit élevage et de cueillette et cultures de subsistance),.

## Quelques chiffres
Agropalma (membre du conglomérat Grupo Alfa, à ne pas confondre avec le Groupe Alfa, russe) est le plus grand producteur d'huile de palme d'Amérique latine, avec une production de 160 000 à 170 000 tonnes d'huile par an, destinées à l'industrie alimentaire, à la restauration et au segment des cosmétiques.
Agropalma affirme posséder (ce qui est contesté en justice) environ 39 000 hectares de palmeraie agroindustrielle dans les municipalités d'Acará et de Tailândia, dont 4 000 ha en « culture biologique ».
La société affirme aussi disposer de 64 000 ha de « zones de forêts protégées » où elle mènerait des projets de protection du climat (REDD+).
Le chiffre d'affaires de 2021 a été de 2,3 milliards de reais, et une source interne souhaitant rester anonyme, a estimé en 2022, pour le journal brésilien Ver-o-Fato, qu'« avec la croissance de ses exportations, Agropalma vaudrait désormais 1 milliard de dollars américains, soit 5 milliards de reais sur le marché international ».

## Concurrents
En Amérique, les deux grands producteurs de palmiers en Amérique latine sont Mejer Agroflorestal (15 000 ha) et Gorduras Taua (5 000 ha) (et Brasil Bio Fuels ou BBF) qui a racheté une partie d'Agropalma et qui, au début des années 2020, domine la production d'huile de palme à usage de production d'agrocarburant dans la région du nord-est de Pará).

## Mise en vente (2022)
Les cinq filles et héritières du banquier milliardaire Aloysio Faria (mort fin 2020) ont décidé de mettre en vente Agropalma (ainsi que deux autres entreprises du groupe Alfa fondé par leur père : la banque Banco Alfa et C&C ou Casa e Construção, un réseau de vente de matériaux de construction), la chaine d'hôtels Transamérica, Águas da Prata et d'autres entreprises de secteurs variés. L'insécurité juridique induite par le risque foncier pourrait cependant décourager les acheteurs.

## Certifications
Une partie de l’huile mise sur le marché par Agropalma au Brésil est certifiée biologique, équitable et durable, via dix labels internationaux. Cette production était en 2002 vendue à des géants de l’industrie agroalimentaire (ex ; Ferrero (Nutella), Kellogg’s, Nestlé, mais aussi Alnatura, Danone, Mars, Mondelez (Oreo), PepsiCo, Unilever (Miko, marque française de crème glacée) et Upfield (Rama, une margarine surtout vendue en Allemagne)…). Ces certifications sont mises en cause par des ONG, observateurs et journalistes (voir ci-dessous).

## Critiques
D'après l’agence de journalisme d’investigation Publica (en 2022) et le journal Ver O Fato, une grande partie des terres d’Agropalma a été illégalement appropriée sur du foncier public appartenant en réalité à l’État, et à des communautés locales (famille Tabaranã, qui devant la justice a remporté jusqu'en 2022 toutes les étapes du litige contre Agropalma). Des tribunaux brésiliens ont pour cette raison annulé l’enregistrement de 58 000 ha par l'entreprise.
Des habitants et des ONG (comme Global Witness, et d'autres) dénoncent des violations des droits humains, avec en particulier des menaces, assassinats et actions violentes : une enquête de Tomás Balduino (du centre de documentation de la Commission Pastoral Terra ou CPT) a conclu que quatre Quilombolas ont été assassinés lors de conflits fonciers dans la région en 10 ans, et que quatre autres ont échappé à des tentatives de meurtre, pendant que 14 menaces de mort étaient répertoriées contre les Quilombolas et les peuples autochtones rien que pour les municipalités d'Acará et Tomé-Açu (les Quilombolas sont des communautés rurales noires défendues par une Coordination, la CONAQ). 
De plus, Agropalma et BBF bloquent les accès à certains cours d'eau et à cimetières en s'appuyant sur des moyens lourds de surveillance (utilisant des drones, une tour de surveillance, des caméras, une sécurité armée et des barrières physiques telles que des tranchées (comblées en avril 2022 après des affrontements avec les communautés et à la suite d'une ordonnance du tribunal)) et des plaques métalliques ou clôtures) pour empêcher les résidents de pêcher, chasser, cueillir ou cultiver ou se déplacer dans les parcelles supposées leur appartenir (Brasil Bio Fuels).
Selon l'Ordre des Avocats du Brésil les conditions de travail sont très mauvaises et certains travailleurs des palmeraies d'Agropalma sont exploités et soumis à des « contrats-bâillons », et selon Ver-O-Fato (en 2022) « Agropalma dispose d'une équipe d'avocats parmi les plus chères du pays ».
Selon un témoin interviewé par Pública, la situation semble s'être « beaucoup aggravée » en termes de menace et violence depuis 2020, depuis l'entrée de BBF dans le consortium BioVale (consortium liant Biopalma à la société brésilienne Vale S.A.), quand BBF a acheté Biopalma da Amazônia S.A. en 2020, une entreprise qui avait lancé ses plantations de palmiers à huile à Tomé-Açu en 2008) ; selon Repórter Brasil la production d'huile (de palme) de BBF devrait servir à produire du biogazole et BBF alimenterait 70 % du marché brésilien de l'aviation.
Dans ses documents de RSE (responsabilité sociale et environnementale), Agropalma affirme que « l'entreprise respecte le droit des communautés traditionnelles et des peuples autochtones à leurs terres et n'occupe pas ces zones », ajoutant que ses terres « ont été achetées à des agents privés, aux prix du marché et conformément à la législation brésilienne ». Mais, le ministère public du Pará, a de son côté conclu que l'entreprise a profité de « fraudes réalisées à travers un stratagème d'accaparement des terres ».